# Chiesa di Sant'Antonio (Piario)
La chiesa di Sant'Antonio è il principale luogo di culto cattolico di Piario ed è dedicato a sant'Antonio abate.

## Storia
La prima menzione di una comunità stabilitasi a Piario risale al 1414, e poco successiva fu la volontà di costruire la chiesa intitolata a sant'Antonio Abate, santo eletto a protezione della campagna e degli animali, la cui edificazione è sicuramente risalente a una data precedente il 1451, dove risulterebbe registrato una commissione al Busca per la pala intitolata alla Natività. La scelta del santo è quindi da associare all'attività prevalente contadina del territorio. La datazione è confermata dalle ricerche eseguite sul sagrato, antico luogo cimiteriale, dove sono stati reperiti residui di fondazioni risalenti dal 1425 al 1480. e dalla presenza degli affreschi di sicura fattura quattrocentesca.
Gli atti delle visite pastorali permettono la ricostruzione architettonica dell'edifici. Dalla visita di san Carlo Borromeo di evince che l'aula aveva quattro altari gestiti dalla relative confraternite. Di questo oltre l'altare maggiore intitolato al Santissimo Sacramento, vi erano quello dedicato alla Madonna del Santo Rosario, quello a san Cristoforo o "de defonti del Purgatorio e forse il quarto agli sposi Giuseppe e Maria. Medesima descrizione verrà fatta dal vescovo Gerolamo Ragazzoni nel 1590. Dalla visita pastorale di Federico Corner di rileva che dei quattro altari presenti nella chiesa, uno non ha la pietra sacrata, probabilmente quello che poi venne intitolato alla Madre di Gesù nel medesimo anno, come protettrice della flotta cristiana contro i turchi. Gli atti della visita infatti del vescovo Luigi Grimani recitano Visitavit altare B. M. V. Rosarii quod est portatile.

## Descrizione

### Esterno

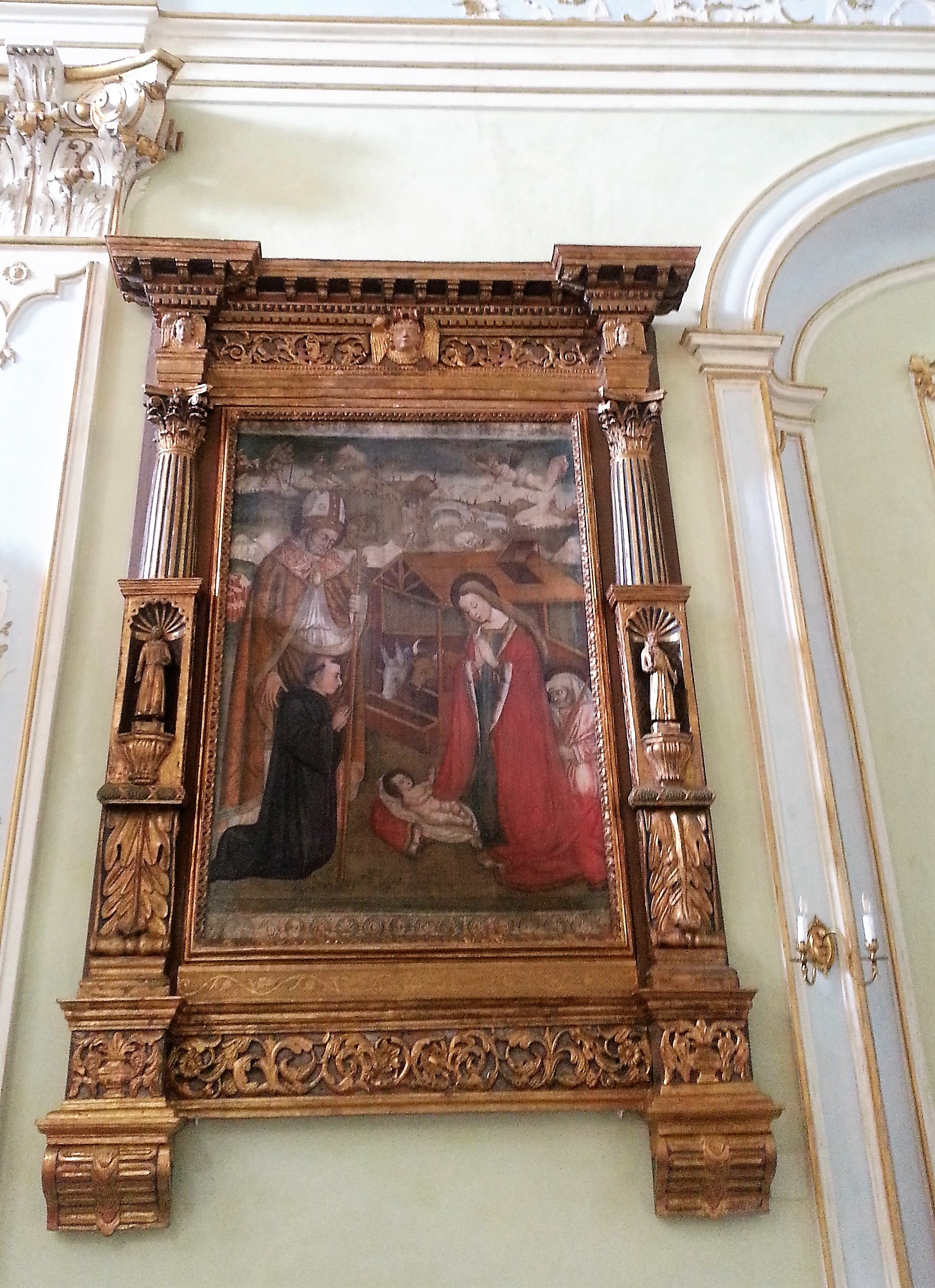
Giacomo Busca-La natività chiesa di Piario

La chiesa presenta la facciata rivolta ad est preceduta dal sagrato antico luogo cimiteriale chiuso nel 1761. La zona nel 2007 è stata oggetto di ricerche archeologiche atte a riqualificare il territorio .
L'edificio è preceduto da un porticato composto da colonne in arenaria poggianti su di un'alta zoccolatura sagomata con capitello corinzio, che sorreggono i tre archi con volte a crociera. La parte centrale presenta il portale d'ingresso con paraste raffiguranti cariatidi e terminanti con timpano spezzato in stile barocco. La parte superiore della facciata ha una grande apertura rettangolare atta a illuminare l'aula.

### Interno
L'aula a navata unica presenta una cappella sul lato destro dedicato alla Beata Vergine del Rosario che conserva in una teca di vetro la statua lignea opera del 1775 di Grazioso Fantoni il Giovane raffigurante una delle pochissime testimonianza di statue della Dormitio Virginis. L'altare ha su due lati della mensa vi sono le due statue di santa Caterina da Siena, raffigurante in uno stato estatico e a sinistra san Domenico di Guzman. La parte superiore dell'altare vi è la una nicchia che conserva la statua lignea della Madonna del Rosario di ignota realizzazione, mentre lateralmente vi sono quadretti,  eseguiti da Domenico Carpinoni del XVII secolo eseguiti a olio su rame.
L'altare maggiore  è opera lignea di Giovanni Giuseppe Piccini, e la pala d'altare è lavori di Enrico Albrici artista di Vilminore di Scalve, mentre la navata espone il dipinto di Domenico Carpinoni del Suffragio,  uno del vilminorese Enrico Albrici,  e il dipinto quattrocentesco di Giacomo Borlone de Buschis inserito in una ancora lignea con paraste complete di fregi e colonne dorate, artista famoso per la sua opera clusonese: Danza macabra.

### La statua della Dormitio Virginis
Nella parte inferiore dell'altare dedicato alla Madre di Gesù, dentro a una nicchia con frontale in vetro, vi è la statua della Dormizione di Maria, opera attribuita a Grazioso Fantoni nel 1774. La Vergine è sdraiata su di un bianco lenzuolo che copre un grande cuscino blu dove sono dipinti fiori dorati. Il capo della Madonna è reclinato a destra, e le mani contratte mentre le braccia sono tenute sul petto, tipica posizione estatica, mentre i piedi sono tenuti scoperti. La donna indossa un abito rosso scuso ed è avvolta in un mantello azzurro. Probabilmente i colori non sono originali, la commissione prevedeva una pittura a finto marmo. La teca veniva coperta da un drappo che veniva sollevato solo durante le feste liturgiche. La teca è ornata da angioletti dorati.

### Il campanile
Costruito nel 1499, presenta un concerto di cinque campane in tonalità fa maggiore fuse tra il 1799 ed il 1809 dai premiati fonditori Francesco Comerio di Malnate, Antonio Monzini di Bergamo e Giovanni Crespi di Crema.